# (6193) Manabe
(6193) Manabe es un asteroide perteneciente al cinturón de asteroides, región del sistema solar que se encuentra entre las órbitas de Marte y Júpiter, descubierto el 18 de agosto de 1990 por Kin Endate y el también astrónomo Kazuro Watanabe desde el Observatorio de Kitami, Hokkaidō, Japón.

## Designación y nombre
Designado provisionalmente como 1990 QC1. Fue nombrado Manabe en homenaje a Ryonosuke Manabe, quien trabajó durante muchos años como asistente de informática para H. Hirose en el Observatorio Astronómico de Tokio. En 1974 fue a trabajar para la antigua NASDA (actualmente JAXA), donde estuvo involucrado con el satélite de geodesia japonés.

## Características orbitales
Manabe está situado a una distancia media del Sol de 2,398 ua, pudiendo alejarse hasta 2,917 ua y acercarse hasta 1,879 ua. Su excentricidad es 0,216 y la inclinación orbital 8,568 grados. Emplea 1356,72 días en completar una órbita alrededor del Sol.

## Características físicas
La magnitud absoluta de Manabe es 13,5. Tiene 9,744 km de diámetro y su albedo se estima en 0,093. 